# Opłaty lotniskowe
Opłaty lotniskowe – opłaty, które uiszczają linie lotnicze za korzystanie z usług lotnisk . Opłaty są wliczane do ceny biletów lotniczych, tak więc w efekcie opłaty te obciążają pasażera.